# Señor de las Islas
Señor de las Islas es un título nobiliario escocés, aunque originalmente hacía referencia a una serie de gobernantes hiberno-nórdicos de los territorios vikingos de las Islas del Norte y Escocia durante la Edad Media, que se constituyeron en una potencia naval con grandes flotas. Aunque en ciertos periodos fueron vasallos del rey de Noruega o del rey de Escocia, los Señores de las Islas permanecieron funcionalmente independientes durante muchos siglos. Su territorio incluía las Hébridas, (Skye y Ross desde 1438), Knoydart, Ardnamurchan, la península de Kintyre, la isla de Arran y el condado de Antrim en Irlanda.

## Origen
La costa oeste y las islas de lo que ahora es Escocia formaban parte de los territorios de los pictos del norte que sufrieron una invasión por parte de tribus gaélicas de Irlanda que comenzó hacia el siglo IV. Estas tribus se establecieron entre los pictos y finalmente su idioma (gaélico) prevaleció sobre el de estos. En el siglo VII y el siglo VIII esta área, como otras, sufrió las invasiones y ataques de los vikingos de Noruega y Dinamarca, y las islas empezaron a ser conocidas para los gaélicos como Innse-Gall, las islas de los forasteros. Hacia el año 875, los jarls, o príncipes (literalmente condes) noruegos, llegaron a las islas para evitar perder su independencia en el intento del rey Harald I de Noruega de unificar Noruega, pero Harald los persiguió y conquistó las Hébridas así como la Isla de Man, las Shetland y Orcadas. El año siguiente, el pueblo de las islas, tanto gaélicos como nórdicos, se rebelaron. Harald envió a su primo Ketil Nariz Chata para retomar el control pero Ketil se declaró a sí mismo Rey de las Islas. Escocia y Noruega continuaron la disputa sobre la posesión de la zona, con los Jarls de Orkney declarándose en varias ocasiones gobernantes independientes.
En el año 973 Marcus, Rey de las Islas, Kenneth III de Escocia, rey de los escoceses (Scots), y Malcolm, rey de Cumbria, acordaron una alianza defensiva mutua, pero posteriormente los escandinavos derrotaron a Gilledomman de las Islas y le expulsaron a Irlanda. El noble hiberno-nórdico Godred Crovan, gobernante de Man y de las Islas, animó a las Islas a separarse y convertirse en un reino independiente (Godred Crovan se cita en fuentes contemporáneas como Rex Manniae et Insularum, o rey de Mann y las Islas) pero en 1095 el nuevo rey Magnus III de Noruega arrebata el poder a Lagman, uno de los hijos de Godred Crovan; así finaliza la Era vikinga y se inicia otro capítulo en la Edad Media de la isla. Magnus continuó usando la amenaza de una invasión para presionar al rey Edgar I de Escocia a que le cediera las Hébridas y Kintyre a Noruega.

## Fundación de las dinastías
Somerled, el nieto de Gilledomman, arrebató las Islas a los noruegos en 1156 y fundó la dinastía de los Señores de las Islas. Somerled tenía tanto sangre celta, por parte de padre, como noruega, por su madre: sus contemporáneos lo conocían como Somerled Macgilbred, Somhairle o en noruego Sumarlidi Höld (Somerled significa "trotamundos de verano", que era el nombre dado a los vikingos). Este tomó el título de Rex Insularum (Rey de las Islas) así como Rey de la Isla de Man.
Después de la muerte de Sommerled en 1164, tres de sus hijos se repartieron el reino:
- Dughall, ancestro del clan MacDougall
- Ragnald o Ranald, uno de sus hijos Donald MacRagnald sería ancestro del clan Donald que posteriormente lucharía por el territorio con los MacDougalls.
- Aonghus.

El rey Haakon IV de Noruega (que reinó entre el 1217-1263) confirmó al hijo de Donald, Angus Mor (el viejo) Mac Donald (el primer MacDonald) como Señor de Islay, y ambos participaron juntos en la batalla de Largs en 1263. Esta supuso una victoria para los escotos y Angus Mor aceptó al rey Alejandro III de Escocia como su señor nominal manteniendo su propio territorio.

## Señores de las Islas
Angus Og (Angus el joven), el hijo (o nieto) más joven de Angus Mor (Angus el Grande) ayudó a Roberto I de Escocia en la batalla de Bannockburn en 1314 y como recompensa mantuvo el control sobre las Islas ganando la mayor parte de las tierras confiscadas a los McDougalls por apoyar al bando derrotado. El hijo de Angus Og, Good John de Islay, fue el primero en asumir formalmente el título de Señor de las Islas.
En su dominio marítimo, los Señores de las Islas usaron galeras tanto para la guerra como para fines de transporte. Estos barcos habían sido desarrollados a partir de los barcos vikingos. Estos barcos tomaron parte en batallas navales y en el ataque a castillos situados en la costa. Los Señores especificaban las deudas feudales de sus súbditos en términos del número y tamaño de las galeras que cada área tenía que proporcionar a su señor.
Los sucesivos Señores de las Islas defendieron fieramente su independencia que culminó en 1462 con John Macdonald II de las Islas que realizó un acuerdo con Eduardo II de Inglaterra para conquistar Escocia junto con el Conde de Douglas. Al descubrir esta traición en 1493 John Macdonald II perdió el derecho a sus haciendas y títulos que pasaron a Jacobo IV de Escocia. Desde entonces, el mayor hijo varón de los monarcas reinantes escoceses (y posteriormente británicos) lleva el título de «Señor de las Islas».
En la actualidad, el príncipe Guillermo de Gales porta el título de Señor de las Islas.